# Don't Stop (álbum de Status Quo)
Don't Stop es el vigésimo segundo álbum de estudio de la banda británica de rock Status Quo, publicado en 1996 por Polydor Records. Fue subtitulado como 30th Anniversary Album, ya que con este trabajo celebraron los primeros treinta años de carrera, desde que en 1966 firmaron con Piccadilly Records.
El disco se compone de covers de canciones escritas entre la década de los cincuenta a la década de los ochenta, con un especial énfasis en temas grabados originalmente entre los sesenta y setenta. Adicional a ello, la banda contó con los artistas invitados; Tessa Niles, The Beach Boys, Brian May de Queen y Maddy Prior de Steeleye Span.

## Recepción comercial
Alcanzó el segundo puesto en la lista UK Albums Chart, la posición más alta desde el disco 1+9+8+2 de 1982. Adicional a ello y solo días después de su publicación vendió más de 100 000 copias en su propio país equivalente a un disco de oro, que fue entregado a la banda en el mismo año por la British Phonographic Industry. Para promocionarlo en 1995 se publicó el sencillo «When You Walk in the Room», que logró el puesto 34 en la lista UK Singles Chart. Al año siguiente, se lanzaron tres sencillos más; «Fun Fun Fun», «Don't Stop» y «All Around My Hat» que se ubicaron en las posiciones 24, 35 y 47 respectivamente en el Reino Unido.

## Lista de canciones
| N.º | Título                                                           | Escritor(es)                                    | Duración |  |
| 1.  | «Fun Fun Fun» (junto a The Beach Boys)                           | Brian Wilson, Mike Love                         | 4:03     |  |
| 2.  | «When You Walk in the Room»                                      | Jackie DeShannon                                | 4:05     |  |
| 3.  | «I Can Hear the Grass Grow» (cover de The Move)                  | Roy Wood                                        | 3:27     |  |
| 4.  | «You Never Can Tell»                                             | Chuck Berry                                     | 3:50     |  |
| 5.  | «Get Back» (cover de The Beatles)                                | John Lennon, Paul McCartney                     | 3:23     |  |
| 6.  | «The Safety Dance»                                               | Ivan Doroschuk                                  | 3:56     |  |
| 7.  | «Raining in My Heart» (cover de Buddy Holly - junto a Brian May) | Felice Bryant, Boudleaux Bryant                 | 3:32     |  |
| 8.  | «Don't Stop» (cover de Fleetwood Mac)                            | Christine McVie                                 | 3:40     |  |
| 9.  | «Sorrow» (cover de The McCoys)                                   | Bob Feldman, Jerry Goldstein, Richard Gottehrer | 4:14     |  |
| 10. | «Proud Mary» (cover de Creedence Clearwater Revival)             | John Fogerty                                    | 3:30     |  |
| 11. | «Lucille» (cover de Little Richard)                              | Albert Collins, Little Richard                  | 2:58     |  |
| 12. | «Johnny and Mary»                                                | Robert Palmer                                   | 3:35     |  |
| 13. | «Get Out of Denver»                                              | Bob Seger                                       | 4:09     |  |
| 14. | «The Future's So Bright, I Gotta Wear Shades» (cover de Timbuk3) | Pat MacDonald                                   | 3:36     |  |
| 15. | «All Around My Hat» (junto a Maddy Prior)                        | Rossi, Parfitt, Brown, Edwards, Rich            | 3:56     |  |

## Músicos
- Francis Rossi: voz y guitarra líder
- Rick Parfitt: voz y guitarra rítmica
- John Edwards: bajo
- Jeff Rich: batería
- Andy Bown: teclados
- Gary Barnacle: saxofón (músico invitado)